# Ferris Wheel on Fire
Ferris Wheel on Fire es el segundo EP de la banda Americana de psych folk Neutral Milk Hotel, lanzado como parte de su paquete de compilación Walking Wall of Words. Aunque no se libera hasta el 12 de diciembre de 2011, todas las canciones fueron escritas entre 1992 y 1995. Ferris Wheel on Fire incluye cinco canciones que hasta ese momento nunca había sido lanzado oficialmente (la canción principal, "Oh Sister", "Home", "I Will Bury You In Time", y "My Dreamgirl Don't Exist"), dos canciones originalmente en el álbum debut oficial de la banda On Avery Island que había sido vuelto a trabajar y regrabada ("April 8th" y "A Baby For Pree/Glow Into You"), y una canción que fue lanzada como el lado B de " Holland, 1945 " sencillo (" Engine "), una conexión de salida de las sesiones del álbum In the Aeroplane Over the Sea.

## Lista de canciones
1. "Oh Sister" - 3:36
2. "Ferris Wheel on Fire" - 3:46
3. "Home" - 2:04
4. "April 8th" - 2:32
5. "I Will Bury You In Time" - 2:13
6. "Engine" - 2:54
7. "A Baby For Pree / Glow Into You" - 2:47
8. "My Dream Girl Don't Exist" - 3:52

## Personal
- Jeff Mangum -
- Robert Schneider
- Julian Koster
- Craig Morris
- Veronica Trow
- Marke Ohe

- Datos: Q5445383